# Império do Espírito Santo do Terreiro

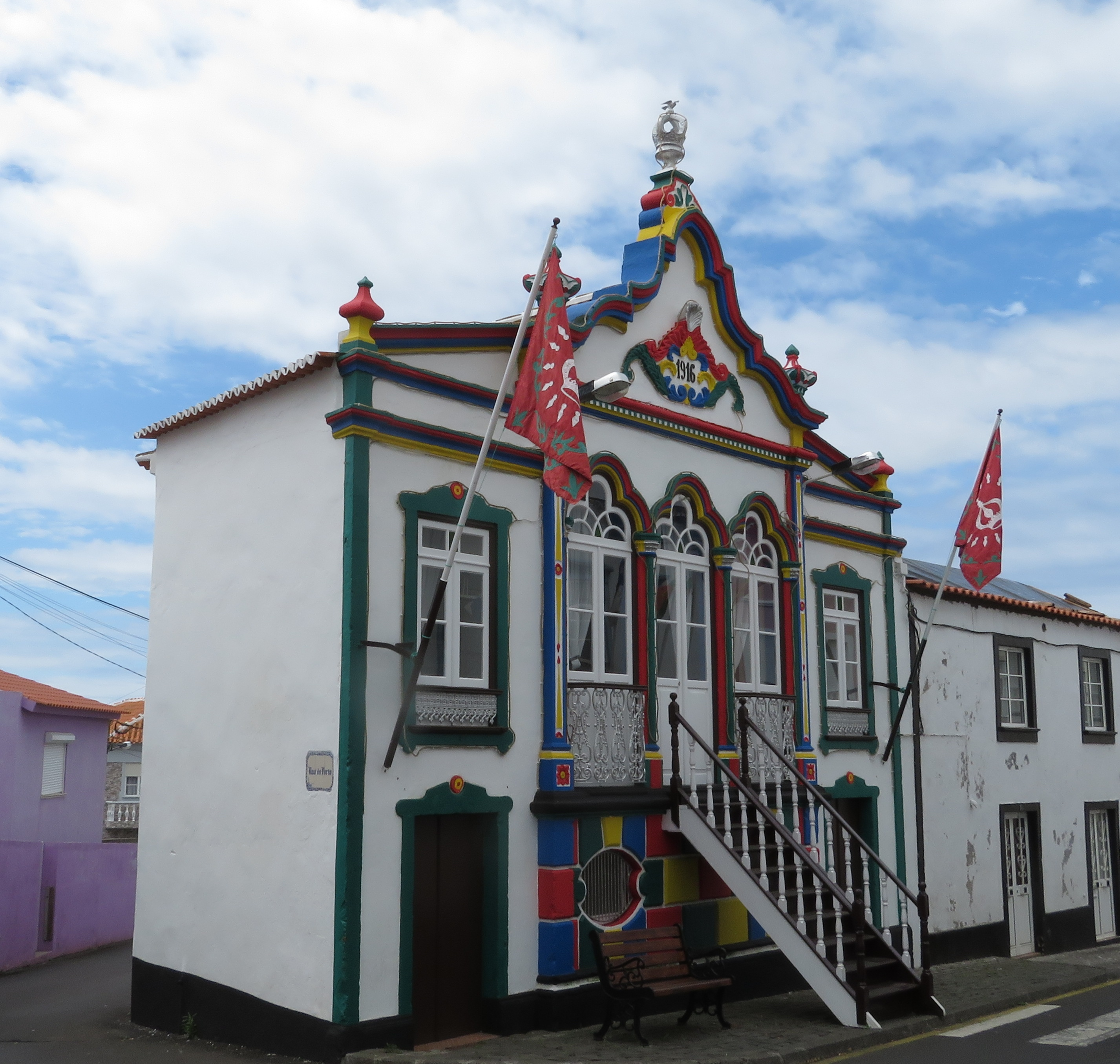
Império do Espírito Santo do Terreiro.

O Império do Espírito Santo do Terreiro localiza-se na freguesia do Porto Judeu, concelho de Angra do Heroísmo, na ilha Terceira, Região Autónoma dos Açores, em Portugal.

## História
Foi erguido em 1916 no atual local, substituindo um anterior, de madeira, nas proximidades, anteriormente à abertura da rua do Terreiro, por volta de 1910.
Desconhecem-se os seus primitivos estatutos, que terão desaparecido.
Atende a maior parte da freguesia, tendo uma comissão administrativa composta por três elementos com mandato de três anos. Cada uma das duas mordomias, antigamente denominadas "mordomia de terra" e "mordomia do mar", são compostas por seis irmãos, que oferecem 11 arrobas de carne para servir as "irmandades" do Império. Cada família pode dar "a irmandade", ou seja, a quota, tornando-se de imediato "irmão". A irmandade não tem rol dos irmãos, nem distribuição das Domingas do Espírito Santo, podendo qualquer pessoa tirar o "pelouro" para realizar a coroação.

## Características
De cores vivas e traçado típico, possui "despensa" no rés-do-chão e uma casa de apoio, adquirida e remodelada em 1997, que serve como arrecadação de louça, mesas, bancos e demais petrechos, contando ainda com um forno e com uma sala de jantares.